# Dirk Bach
Dirk Bach (Köln, 1961. április 23. – Berlin, 2012. október 1.) német színész, műsorvezető és humorista.

## Élete és pályafutása
Első színpadi tapasztalatait diákszínházakban és színjátszó csoportokban szerezte, majd 1992-ben kezdve a Kölni Színház (Kölner Schauspielhaus) gárdájához csatlakozott. Érdekesség, hogy egy ideig egy lakóközösségben lakott színész- és humoristatársával, Hella von Sinnennel, akivel számos műsorban szerepelt együtt.
A széles közönség ugyanebben az évben ismerte meg, amikor saját műsort kapott az RTL csatornán Dirk Bach Show címmel.
Ezt követően két sikeres vígjáték-sorozatban tűnt fel a ZDF nevű közszolgálati csatornán: Lukas (1996–2001) és Der kleine Mönch (2002).
Hatalmas sikereket aratott hangoskönyv-felmondásaival is: többek között olyan szerzők műveit mondta hanghordozóra, mint Walter Moers, Terry Pratchett és Franz Kafka.
2004 és 2012 között összesen hat szérián keresztül volt a Celeb vagyok, ments ki innen! német kiadásának társműsorvezetője Sonja Zietlow-val közösen.
2006 és 2008 között a Frei Schnauze című improvizációs műsor házigazdája volt az RTL csatornán, amelyet korábban Mike Krüger vezetett.
Dirk Bach vegetáriánus volt és éveken át küzdött a homoszexuálisok egyenjogúságáért. Élettársával, Thomas-szal együtt élt Kölnben. 1992-ben Floridában házasságot is kötött, ám azt a hatóságok nem ismerték el.
2012. október 1-jén hunyt el tragikus hirtelenséggel Berlinben, ahol egy új színházi szerepe miatt tartózkodott.